# 1950年中国大陆
| 中国历史 / 中国历史年表 |
| 世紀： 19世纪中国 / 20世纪中国 / 21世纪中国                                                                                                   |
| 年代： 1920年代中国 / 1930年代中国 / 1940年代中国 / 1950年代中国大陆 / 1960年代中国大陆 / 1970年代中国大陆 / 1980年代中国大陆                 |
| 年份： 1946年中国 / 1947年中国 / 1948年中国 / 1949年中国 / 1950年中国大陆 / 1951年中国大陆 / 1952年中国大陆 / 1953年中国大陆 / 1954年中国大陆 |
| 纪年： 庚寅年（虎年）、中华人民共和国成立1周年                                                                                                |

## 大事記

### 1月
- 1月2日——毛澤東致中共中央電：「最近兩日這裡的工作有一個重要發展。斯大林同志已同意周恩來同志來莫斯科，並簽訂中蘇友好同盟條約及貸款、通商、民航等項協定。……希望恩來偕同貿易部長及其他必要助手和必要文件材料，於一月九日從北京動身，坐火車（不是坐飛機）來莫斯科，由董必武同志代理政務院總理。對外不要發表，待周到莫後才發表。」[1]:897
- 1月4日——劉少奇起草〈中共中央關於新解放區土地改革、減租減息和徵收公糧的指示〉手稿：「江蘇、浙江、安徽、福建、江西、湖北、湖南、廣東、廣西、陝西、甘肅十一省應該準備在一九五〇年秋後分配土地。在寧夏、青海兩省完全漢人居住的地區亦須準備秋收後進行土地改革，在少數民族居住的地區及漢人與少數民族雜居地區則不進行。在貴州、雲南、西康則在一九五〇年還不能進行土地改革，一九五一年秋後來進行。」[2]:614
- 1月6日——英國外交大臣貝文來電，表示承認新中國[1]:908。
- 1月10日——周恩來率領中華人民共和國政府代表團乘火車離開北京，前往蘇聯，代表團成員有東北人民政府副主席李富春、對外貿易部部長葉季壯等[1]:897。
- 1月18日——越南民主共和國與中華人民共和國建交[3]。
- 1月20日——周恩來等人到達莫斯科[1]:897。
- 1月22日——毛澤東、周恩來等同斯大林、莫洛托夫、米高揚、維辛斯基等會談[1]:897。
- 1月24日——劉少奇為中共中央起草關於進軍西藏和有關問題的指示[2]:614。
- 1月27日——劉少奇致毛澤東電：「中蘇友好同盟互助條約草案，今天政治局會議討論後一致同意。」[2]:609中央人民政府政务院颁布《全国税收实施要则》、《工商业税暂行条例》、《货物税暂行条例》，规定在全中国建立统一的税收制度。

### 2月
- 2月5日——国军飞机在上海、杭州、天津等东部沿海城市洒下大量传单，警告民众远离电厂、码头及兵营等重要生产单位和军事目标以防遭到空袭伤害。
- 2月6日——中午12时25分到下午1时53分，中华民国空军共派出4批次17架轰炸机，在上海市区投弹67枚，对多个上海重要的电力、供水、机电等生产企业进行轰炸，其中以当时上海最大的发电厂——杨树浦发电厂遭到的破坏最为严重，厂区共遭到15枚炸弹命中，其中有9枚命中发电厂的厂房及设备，输煤设备全部被炸毁；另有13台锅炉和6台汽轮机受到不同程度的损坏，其中一台主发电机严重受损，电厂当时的15万千瓦的正常负荷迅速下降至零。空袭过后，上海市的发电能力从25万千瓦下降到4千千瓦，由此造成上海市区工厂几乎全部停工停产，大多数街区电力供应中断，高层建筑电梯断电悬空，许多商店关门停业，大上海“十里洋场”陷入一片黑暗，灯火管制使得每户家庭只能每天点一盏电灯半小时。另由于上海的自来水生产单位也遭到空袭破坏，使上海自来水供应出现困难，市民的马桶、厕所都无水冲洗。此次空袭共造成了1148人伤亡和1180间房屋损坏。
- 2月12日——劉少奇重新起草〈關於新解放區土地改革和徵收公糧的指示〉：一九五〇年秋收以後，在江蘇、浙江、安徽、福建、江西、湖北、湖南、廣東、陝西九省和甘肅、寧夏、青海三省的漢人地區，凡是準備工作已經充足、群眾的覺悟與組織已達應有水平的地區，由各省人民政府決定開始實行分配土地的改革；廣西、雲南、貴州、四川、西康、綏遠六省，在一九五一年秋收以後由各省人民政府決定實行；新疆和全國各少數民族居住的地區以及少數民族與漢人雜居的地區，則在一九五一年秋收以後另行決定；所有新解放區，在實行分配土地之前，應一律實行減租[2]:615。
- 2月14日——中蘇新約和有關協定之簽字儀式在莫斯科克里姆林宮舉行，由周恩来和蘇聯外交部長維辛斯基代表各自政府在在文件上簽字，斯大林和毛澤東出席簽字儀式[1]:902。
- 2月17日——毛澤東、周恩來等乘專列離開莫斯科，3月4日回到北京[1]:902。毛澤東、周恩來覆電同意〈關於新解放區土地改革和徵收公糧的指示〉[2]:615。
- 2月24日——經過第21次政務會議討論通過，公布周恩來簽署之《政务院關於嚴禁鴉片煙毒的通令》[1]:890。
- 2月27日——河南新豫煤矿公司宜洛煤矿瓦斯爆炸，死亡174人、重伤2人、轻伤24人。
- 2月28日——經劉少奇召集各黨派人士協商、政務院第二十一次政務會議通過後，〈關於新解放區土地改革和徵收公糧的指示〉以中央人民政府政務院名義發出[2]:615。

### 3月
- 全國財政收支接近平衡，物價日趨穩定[1]:878。
- 3月3日——根據陳雲建議，政務院頒布《關於統一國家財政經濟工作的決定》[1]:877。
- 3月4日——毛澤東、周恩來從蘇聯回到北京[2]:615。
- 3月5日——解放軍登陸海南島，海南島戰役爆發。
- 3月7日——國軍克復康定[4]:177。
- 3月16日——中共中央发布指示，全国展开大规模剿匪斗争。
- 3月27日——解放軍大舉而至，國軍主動撤離西昌[4]:177。

### 4月
- 4月1日——印度共和國與中華人民共和國建交[3]。
- 4月3日——岳阳县一区（现康王桥镇）发生『岳阳“四三”反革命暴乱案』，国民党残余人员勾结共产党内奸，杀害区干部10人，农民1人，伤3人，绑架6人，劫枪27支，弹药一批。
- 4月13日——中央人民政府委员会第七次会议通过《中华人民共和国婚姻法》。
- 4月29日——中共中央反覆討論新區土改的政策並徵詢黨內外人士意見，確定保存富農經濟政策，劉少奇在北京慶祝五一勞動節大會上演説：今後的土地改革「不動富農的土地和財產」[2]:615。

### 5月
- 5月1日——解放軍攻佔海南島。國軍撤離海南島[5]:64。
- 5月7日——从3月29日起，持续四十天的伊吾保卫战结束，解放军孤军守住伊吾县城。
- 5月9日——瑞典王國與中華人民共和國建交[3]。
- 5月11日——丹麥王國與中華人民共和國建交[3]。
- 5月16日——蒋介石提出“一年准备，两年反攻；三年扫荡，五年成功”[6]。
- 5月17日——國軍主動放棄舟山群島[5]:64。

### 6月
- 皖北地區連續7天大雨後，淮河大決口[1]:879。
- 6月6日-6月9日——中共中央在北京舉行中共七届三中全会[1]:885。毛泽东在全會上作《为争取国家财政经济状况的基本好转而斗争》报告，指出土地改革的完成是獲得財政經濟情況根本好轉的首要條件[2]:616。毛澤東發表《不要四面出击》讲话。刘少奇、陈云、聂荣臻分别就土改、财经、军事等问题作报告。周恩來作關於外交和統一戰線工作之報告[1]:885。提出全党和全国人民所面临的中心任务就是要创造条件，争取在三军时间内实现国家财政经济状况的基本好转[7]。全會還決定成立由劉少奇負責，彭德懷、習仲勳、王震、劉伯承、鄧子恢、黃克誠等參加的中央土地改革委員會，負責審定有關土地改革的文件，指導全國的土地改革工作[2]:616。
- 6月8日——緬甸聯邦與中華人民共和國建交[3]。
- 6月14日——16时20分，中南海外东侧远处辅华合记矿药厂银元碰撞后产生火花引燃炸药导致两次爆炸。大火经6个消防中队、解放军和自愿参加扑救的群众10个小时奋战扑灭。42人死亡，重伤166人，轻伤200多人，倒塌房屋2339间。
- 6月25日——朝鮮戰爭爆發[1]:911。蔣介石電李承晚表示關切[5]:65。
- 6月27日——美國總統杜魯門發表聲明，稱：「共產黨部隊的占領台灣，將直接威脅太平洋地區的安全，及在該地執行合法而必要職務的美國部隊。因此，我已命令第七艦隊阻止對台灣的任何攻擊。」[1]:911-912杜魯門宣佈第七艦隊協防台灣[5]:65。
- 6月28日——周恩來在中央人民政府委員會第八次會議上報告最近國際形勢：「杜魯門的聲明中還聯繫到台灣、越南、菲律賓。朝鮮問題，只是美國整套強盜性計劃中的一個問題而已。……台灣屬於中國的事實，永遠不能改變。這不僅是歷史的事實，且已為開羅宣言、波茨坦宣言及日本投降後的現狀所肯定。杜魯門這種意圖和聲明，再一次讓全世界的人民了解誰要發動戰爭，再一次地提高了中國人民的警惕。……對於這種非法的行為，我們不能不表示態度。因此準備用外交部長的名義，大致根據上述的內容，發表一個聲明。」[1]:912
- 6月29日——美国第七舰队的6艘驱逐舰，2艘巡洋舰和1艘运输舰進入台湾海峡巡弋。

### 7月
- 毛澤東調幾個軍到東北，擺在鴨綠江邊，加強東北邊防[8]:111。
- 中南地區總工會籌備委員會舉行擴大會議，中共中央中南局第三書記鄧子恢在會上報告工會工作：在公營企業中，工會工作同志的立場和態度，應該與企業管理人員有相同的地方，也有不同的地方，在「基本立場是基本一致的」前提下，因為彼此的崗位不同，任務不同，「具體立場又有所不同」；工會不能脱離「代表工人的利益」、「保護工人群眾日常切身利益」的基本任務，成為廠方的「附屬機關」；當廠方某些規定或措施對工人不利時，工會工作者應當反映工人的要求，同廠方商量修改[2]:672-673。
- 7月21日——高崗在東北總工會執委擴大會議報告：「黨政工一個目的，親密團結搞生產，切忌對立起來提問題。」[2]:674
- 7月24日至8月16日——大突厥主义伊斯兰党在伊犁叛乱。
- 7月23日——政務院和最高人民法院發佈《關於鎮壓反革命活動的指示》[8]:192。
- 7月26日——大膽島戰役開始。
- 7月29日——鄧子恢在給毛澤東的電報中報告中南地區總工會籌備委員會擴大會議情況和關於工會工作的報告要點[2]:673。
- 7月30日——中南局機關報《長江日報》全文發表鄧子恢在中南地區總工會籌備委員會擴大會議上關於工會工作的報告[2]:673。

### 8月
- 8月4日——劉少奇為中共中央起草批語，批轉鄧子恢給毛澤東的報告：「這個報告很好。……工會工作是目前我們黨的主要工作之一，但各地黨委對工會工作顯然注意不夠。望照鄧子恢同志的做法，在最近三個月內認真地檢討一次工會工作並向中央作一次報告，以便加強各級黨委對工會的注意，改善工會工作，是為至要。」；同日《工人日報》全文轉載鄧子恢在中南總工會籌委擴大會上報告，並在編者按語中提出：「希望全國各級工會組織和全國一切工會幹部，都要好好學習這個報告，改進自己的工作。」[2]:673
- 8月15日——1950年墨脫地震。
- 8月18日至12月26日——大突厥主义伊斯兰党200多名武装人员在昭苏叛乱。
- 8月19日——大突厥主义伊斯兰党进攻解放军被击败。
- 8月24日——周恩來致電聯合國安全理事會主席馬立克和聯合國秘書長賴伊，控訴美國武裝侵略台灣，要求安全理事會採取措施制裁美國政府[1]:925。
- 8月下旬——美軍飛機入中國東北安東市上空，並向民船射擊，殺死船工[1]:916。
- 8月底——全國銀行存款比1949年底增加14倍以上[1]:878。

### 9月
- 9月3日——周恩來寫信給毛澤東、劉少奇，向他們報告近日擬定之《關於加強邊防軍的計劃》，毛澤東當天批示：「同意。」[1]:916-917
- 9月4日——《人民日報》全文轉載鄧子恢在中南總工會籌委擴大會上報告[2]:673。
- 9月14日——瑞士聯邦與中華人民共和國建交[3]。列支敦士登公國與中華人民共和國建交[3]。
- 9月15日——美军在朝鮮仁川登陆[8]:191。美軍在麥克阿瑟指揮下，隨即向漢城和水原猛撲，洛東江三角洲美軍第八集團軍向北猛攻，企圖切斷並圍殲朝鮮半島南部人民軍主力[1]:917。
- 9月22日——美國飛機在安東市區投擲重磅炸彈12枚[1]:918。
- 9月25日——全国战斗英雄代表会议在北京召开。
- 9月28日——6名外侨在北京因涉嫌炮击天安门案被捕，次年案犯意大利人李安东 (特工)、日本人山口隆一被判处死刑，罗马教廷公使驻北平代表、天主教易县教区主教、意大利人马迪懦（Tarcisio Martina）被判处无期徒刑，1954年被驱逐出境。
- 9月底——全國失業工人和失業知識分子得到救濟者，達半數以上[1]:881。

### 10月
- 毛泽东主持中共中央政治局会议，派遣中国人民志愿军参加朝鲜战争[9]。
- 中國人民志願軍跨過鴨綠江進入朝鮮境內。志願軍30萬眾參與朝鮮戰爭，全線反撲，聯合國軍被迫後撤[5]:66。
- 10月1日——《人民日報》發表周恩來在國慶慶祝會上講話〈為鞏固和發展人民的勝利而奮鬥〉：「中國人民熱愛和平，但是為了保衛和平，從不也永不害怕反抗侵略戰爭。中國人民決不能容忍外國的侵略，也不能聽任帝國主義者對自己的鄰人肆行侵略而置之不理。」[1]:918同日和10月3日，朝鮮政府和金日成首相兩次邀請中國出兵支援[1]:919-920。
- 10月2日——聯合國秘書長賴伊根據安全理事會決議，通知中華人民共和國派代表出席聯合國大會和安全理事會[1]:925。
- 10月3日——周恩來緊急約見印度駐華大使潘尼迦談話：「美國軍隊企圖越過三八線，擴大戰爭。美國軍隊果真如此做的話，我們不能坐視不顧，我們要管。請將此點報告貴國政府總理。……我們主張和平解決，使朝鮮事件地方化。我們至今仍主張如此。我在十月一日的報告中，也聲明了我國政府的態度，我們要和平，我們要在和平中建設。過去一年中，我們在這方面已經做了極大的努力，美國政府是靠不住的。……朝鮮戰事應該即刻停止，外國軍隊應該撤退，這對於東方的和平是有利的。朝鮮事件地方化的意思，就是不使美軍的侵略行動擴大成為世界性的事件。」[1]:918-919
- 10月4日－10月5日——北京召开中国共产党中央政治局扩大会议，讨论出兵援朝问题。在会上毛泽东支持出兵援朝的决策。
- 10月6日——昌都戰役開始。
- 10月7日——美军越过“三八线”（平壤-元山戰役）。
- 10月8日——毛澤東以中國人民革命軍事委員會主席之名義發布命令，將東北邊防軍改為中國人民志軍，要求他們「須立即準備完畢，待令出動」，並任命彭德怀为中国人民志愿军司令员兼政治委员[1]:921。同日，中共中央派周恩來前往蘇聯，同斯大林洽談出動空軍支援和提供武器裝備[1]:921。
- 10月10日——中共中央向各級黨委發出《关于镇压反革命活动的指示》（《關於糾正鎮壓反革命活動的右傾偏向的指示》[1]:944），揭開大規模鎮壓反革命運動之序幕[8]:192。周恩來趕到莫斯科，第二天由布爾加寧陪同坐專機飛到黑海海濱克里米亞休養地同斯大林會談[1]:921。
- 10月12日——中国政府接办北京辅仁大学。
- 10月13日——彭德懷、高崗趕到北京，參加中央政治局緊急會議[1]:922。毛澤東致周恩來電：「與政治局同志商量結果，一致認為我軍還是出動到朝鮮為有利。……我們採取上述積極政策，對中國，對朝鮮，對東方，對世界都極有利；而我們不出兵，讓敵人壓至鴨綠江邊，國內國際反動氣焰增高，則對各方都不利，首先是對東北更不利，整個東北邊防軍將被吸住，南滿電力將被控制。總之，我們認為應當參戰，參戰利益極大，不參戰損害極大。」[1]:922
- 10月16日——公安部召開全國公安高級幹部會議，部署執行中央鎮反指示；鎮壓反革命運動在全國展開，重點打擊特務、土匪、惡霸和反動會道門頭子[8]:192。
- 10月18日——周恩來回到北京，出席毛澤東主持之中共中央會議，決定中國人民志願軍按預定計劃在第二天入朝作戰，並研究入朝後之部署和作戰方針[1]:922。
- 10月19日——晚上，志願軍4個軍和3個炮兵師共26萬人，從三個方向跨過鴨綠江，進入朝鮮境內[1]:922-923。解放軍攻陷昌都，藏軍被消滅萬餘人[4]:177。
- 10月21日——本日和10月23日，周恩來邀請郭沫若、馬叙倫、章伯鈞、王昆侖座談抗美援朝問題，聽取意見，回答問題，通過他們教育更多民主人士[1]:923。
- 10月23日——周恩來覆電聯合國秘書長賴伊：中國政府已任命伍修權為大使銜特派代表，喬冠華為顧問，出席安全理事會討論中國提出的控訴美國武裝侵略台灣案的會議[1]:925。
- 10月25日——美軍進入志願軍埋伏圈內，志願軍突入敵陣，用手榴彈、刺刀與美軍混戰，美軍優勢火力不能發揮[1]:928。
- 10月26日——周恩來審定並簽發《中共中央關於在全國進行時事宣傳的指示》：「為了使全體人民正確地認識當前形勢，確立勝利信心，消滅恐美心理，各地應即展開關於目前時事的宣傳運動。……宣傳的基本內容有二：㈠我國對美軍擴大侵朝，不能置之不理；㈡我全國人民對美帝國主義應有一致的認識和立埸，堅決消滅親美的反動思想和恐美的錯誤心理，普遍養成對美帝國主義的仇視、鄙視、蔑視的態度。」[1]:924
- 10月28日——芬蘭共和國與中華人民共和國建交[3]。
- 10月25日——中国人民志愿军抗美援朝朝鮮戰爭第一次戰役。

### 11月
- 11月4日——中國共產黨和各民主黨派發表聯合宣言：「誓以全力擁護全國人民的正義要求，擁護全國人民在志願基礎上為着抗美援朝、保家衛國的神聖任務而奮鬥。」[1]:924
- 11月5日——朝鮮戰爭期間，駐韓英聯邦軍（英语：British Commonwealth Forces Korea）在博川郡爆發的博川戰鬥中成功阻止中國志願軍突破防線。
- 11月20日——印度总理尼赫鲁宣布以麦克马洪线为印藏边界，不接受中国地图上标明的边界线，两国边界争端开始。
- 11月24日——美軍約21萬人重起總攻，繼續向北推進[1]:928。
- 11月25日－12月24日——中国人民志愿军抗美援朝朝鲜戰爭第二次戰役。
- 11月28日——聯合國安全理事會開始討論中國提出之美國侵略台灣案[1]:925。志願軍把以美軍趕到清川江以南[1]:925。

### 12月
- 12月3日——美軍總退卻[1]:928。
- 12月6日——聯合國軍自平壤敗退[5]:66。朝中軍隊乘勝光復平壤，把美軍趕到三八線以南[1]:928。
- 12月19日——毛澤東看到中共湖省委書記黃克誠送來綜合報告，在湘西地區鎮反中，先是不敢「開殺戒」，以後又殺人過快過多，報告批評此錯誤傾向[8]:192。
- 12月20日——周恩來以外交部長名義發表聲明：「我們堅持以一切外國軍隊撤出朝鮮及朝鮮內政由朝鮮人民自己解決為和平調處朝鮮問題的談判基礎。」[1]:937
- 12月30日——毛澤東轉發西北局關於工會工作報告給各中央局、上海北京天津三市委、華南分局並轉所屬各省市區黨委的批語中提出：在一九五一年春季黨的四中全會開會以前，各地要「負責認真地檢查一次工會工作，準備向四中全會作報告……各地工會工作存在着嚴重的缺點，而各級黨委一般地説來注意得很不夠，或者完全沒有注意，這是不對的，必須改變這種情況。」[2]:673-674
- 12月31日－1951年1月8日——中国人民志愿军抗美援朝朝鮮戰爭第三次战役。

## 水灾
农田受灾面积655.9万公顷，淮河上中游、豫东、皖北水灾。淮河流域农田313万公顷水灾，死亡近千人。海河流域北部和湘、鄂、陕、黔水灾较重。  